# Alliance canadienne
L'Alliance canadienne (en anglais : Canadian Alliance), officiellement l'Alliance réformiste conservatrice canadienne, est un parti politique conservateur canadien ayant existé de 2000 à 2003. 
Elle était l'Opposition officielle à la Chambre des communes pendant toute son existence. Le parti défendait des idées conservatrices autant sur le plan fiscal que social, notamment en prônant une réduction des dépenses gouvernementales en programmes sociaux et des baisses d'impôts.
L'Alliance fut créée à la suite de l'initiative Alternative unie lancée par le Parti réformiste ainsi que plusieurs partis conservateurs provinciaux dans le but de fusionner avec le Parti progressiste-conservateur du Canada. Le Parti progressiste-conservateur, dirigé par Joe Clark, repoussa l'initiative pour « unir la droite ». En décembre 2003, l'Alliance canadienne et le Parti progressiste-conservateur choisirent de se dissoudre et de former un nouveau parti politique unique, le Parti conservateur du Canada.

## Historique
L'Alliance canadienne prit ses origines dans le Parti réformiste du Canada, qui fut fondé en 1987 avec une idéologie populiste mais qui se déplaça bien tôt vers la droite pour devenir un parti conservateur. Initialement, le Parti réformiste était motivé par le besoin ressenti de réformes démocratiques et un mécontentement profond dans l'Ouest canadien envers le Parti progressiste-conservateur de Brian Mulroney. Avec le fondateur Preston Manning aux commandes, le Parti réformiste gagna rapidement un momentum considérable dans l'Ouest et chercha à prendre de l'expansion dans l'est du pays.
Après l'éclatement de la « grande coalition » de Brian Mulroney (conservateurs de l'Ouest canadien, tories ontariens et nationalistes québécois) le Parti réformiste prit son essor. Le parti réalisa des succès formidables lors de l'élection fédérale de 1993, remplaçant le Parti progressiste-conservateur en tant que représentant de l'Ouest canadien. Ses plateformes électorales et politiques prônaient, entre autres, les droits et responsabilités de l'individu, des réformes du Sénat et autres réformes démocratiques, ainsi qu'une taille réduite de l'État et la responsabilité fiscale. Lors de l'élection de 1997, le Parti réformiste réalisa des succès encore plus grands, prenant la place du Bloc québécois en tant qu'opposition officielle à la Chambre des communes. Malgré tout, le parti ne réussissait pas à présenter une alternative au gouvernement Libéral qui fut crédible aux yeux des électeurs, principalement dû au manque de soutien dans l'est du pays.
Manning, avec plusieurs membres du Parti réformiste et du Parti progressiste-conservateur, essayèrent désormais de former un nouveau parti uni qui mettrait fin à la division de l'électorat de la droite. En 2000, le parti adopte un nom nouveau : l'Alliance conservatrice réformiste canadienne, ainsi qu'une nouvelle déclaration de politiques et une nouvelle constitution.
Par contre, les médias furent rapides à indiquer qu'en rajoutant le mot « Party » au nom anglais (Canadian Conservative Reform Alliance), les initiales ainsi formées donnaient « CCRAP » (rappelant le mot anglais crap, « merde ».) Cette blague de mauvais goût eut tôt fait de se répandre, même si, à l'instar du Bloc québécois, le mot « parti » ne faisait pas partie du nom officiel du nouveau parti. Après quelques jours, lorsqu'on se rendit compte que cette blague n'allait pas disparaître de sitôt, le nom officiel du parti fut rapidement changé pour Canadian Reform Conservative Alliance (ou en français : l'Alliance réformiste conservatrice canadienne).
Le Parti progressiste-conservateur de Joe Clark refusa de participer à ces pourparlers, mais il y avait quand même un fort mouvement de soutien parmi plusieurs tories provinciaux, surtout en Ontario et en Alberta. Subséquemment, une course à la chefferie rejeta Preston Manning, fondateur du Parti réformiste, lui préférant le plus jeune et plus charismatique trésorier albertain Stockwell Day.
En 2000, les Libéraux au pouvoir déclenchèrent une élection-surprise qui prit l'Alliance au dépourvu. Malgré des résultats quelque peu décevants en Ontario, l'Alliance réussit à augmenter ses effectifs pour un total de soixante-six députés, dont deux de l'Ontario. Au niveau national, le parti récolta 25 % du vote populaire. L'Alliance canadienne continua de former l'Opposition officielle à la Chambre des communes. Les libéraux retinrent leur large majorité, et les tories de Joe Clark demeurèrent au cinquième rang, mais Joe Clark lui-même garda son siège de Calgary Centre, en plein milieu du territoire allianciste, alors le paysage politique ne fut pas drastiquement changé.
L'incapacité de l'Alliance de gagner plus de deux sièges en Ontario, couplé à un certain ressentiment résiduel laissé par la course à la direction ainsi que des questionnements concernant la compétence de Day menèrent à des querelles internes dans le caucus de l'Alliance. Durant l'été de 2001, un groupe de députés dissidents, Deborah Grey et Chuck Strahl à leur tête, quittèrent le party et formèrent leur propre regroupement parlementaire, le Caucus démocratique représentatif, et formèrent une coalition avec les tories de Clark. La scission força la démission de Day, et il fut battu par Stephen Harper en avril 2002 à la subséquente course à la chefferie du parti.
Lorsque Harper assuma le leadership du parti, la plupart des députés rebelles revinrent au bercail allianciste. Deux députés ne revinrent pas à l'Alliance, par contre : Inky Mark choisit de rester en dehors du caucus, et se joignit éventuellement au Parti progressiste-conservateur. Jim Pankiw, cerné de scandales, fut rejeté lorsqu'il voulut être réadmis au caucus allianciste.

## Ailes provinciales
Durant sa courte histoire, l'Alliance canadienne n'aura jamais vraiment entretenu l'idée de créer des ailes provinciales, ni de forger des liens formels avec des partis provinciaux existants. La grande majorité des électeurs alliancistes continuaient de soutenir leurs partis progressistes-conservateurs provinciaux, tandis que la plupart des alliancistes de la Saskatchewan et de la Colombie-Britannique demeurèrent fidèles au Parti saskatchewanais et au Parti libéral de la Colombie-Britannique, respectivement.
Par contre, une tentative de former un parti provincial avec des liens clairs mais non officiels avec l'Alliance vit le jour en Alberta, où le Alberta Alliance Party fut formé en 2002. Sous la direction du militant réformiste/allianciste Randy Thorsteinson, le nouveau parti ne chercha jamais à établir des liens formels avec l'Alliance canadienne. D'ailleurs, si la chose aurait été tentée, ils auraient probablement essuyé une rebuffade, étant donné que de nombreux Albertains alliancistes continuaient de soutenir les Progressistes-conservateurs albertains. Néanmoins, cette "Alliance albertaine" copia les couleurs alliancistes et plusieurs de ses logos présentent des similarités frappantes avec ceux de son homologue fédéral. L'Alberta Alliance Party continua de prendre de l'expansion même après la fusion du parti fédéral, et le parti provincial présenta une équipe complète de candidats dans la 26e élection générale albertaine, le 22 novembre 2004, et fit élire un député à l'Assemblée législative de l'Alberta.

## Parti conservateur du Canada
Le 15 octobre 2003, l'Alliance canadienne et le Parti progressiste-conservateur annoncèrent qu'ils s'uniraient désormais pour former un nouveau parti, le Parti conservateur du Canada. La fusion fut ratifiée le 5 décembre 2003 par un appui de 96 % des membres de l'Alliance canadienne, puis le 6 décembre par 90,04 % des membres du Parti progressiste-conservateur. Le 8 décembre, le parti fut officiellement enregistré avec Élections Canada, et le 20 mars 2004, l'ancien chef allianciste Stephen Harper fut élu chef du nouveau parti.

## Chefs du parti
- Deborah Grey (27 mars 2000 – 7 juillet 2000, intérim)
- Stockwell Day (8 juillet 2000 – 11 décembre 2001)
- John Reynolds (12 décembre 2001 – 19 mars 2002, intérim)
- Stephen Harper (20 mars 2002 – 7 décembre 2003)